# Gordius cavernarum
Gordius cavernarum är en djurart som tillhör fylumet tagelmaskar, och som beskrevs av Inoue 1972. Gordius cavernarum ingår i släktet Gordius, och familjen Gordiidae. Inga underarter finns listade i Catalogue of Life.